# Saleh Al-Shehri
Saleh bin Khalid bin Mohammed Al-Shehri (en arabe : صالح بن خالد بن محمد الشهري) est un footballeur saoudien né le 1er novembre 1993 à Djeddah, est un footballeur international saoudien qui joue au poste d'attaquant pour Al-Ittihad.
Il participe à la Coupe du monde 2022, durant laquelle il est buteur lors de la victoire historique de son pays contre l'Argentine.

## Biographie

### Carrière internationale
Après avoir été sélectionné avec l'équipe d'Arabie saoudite des moins de 20 ans, Al-Shehri joue son premier match avec l'équipe d'Arabie saoudite en 2020.
Le 11 novembre 2022, il est sélectionné par Hervé Renard pour participer à la Coupe du monde 2022. Il marque le but de l'égalisation lors du match entre l'Arabie saoudite et l'Argentine, permettant à sa sélection de devenir le premier pays asiatique à battre l'Albiceleste lors d'une Coupe du monde.